# Колесо

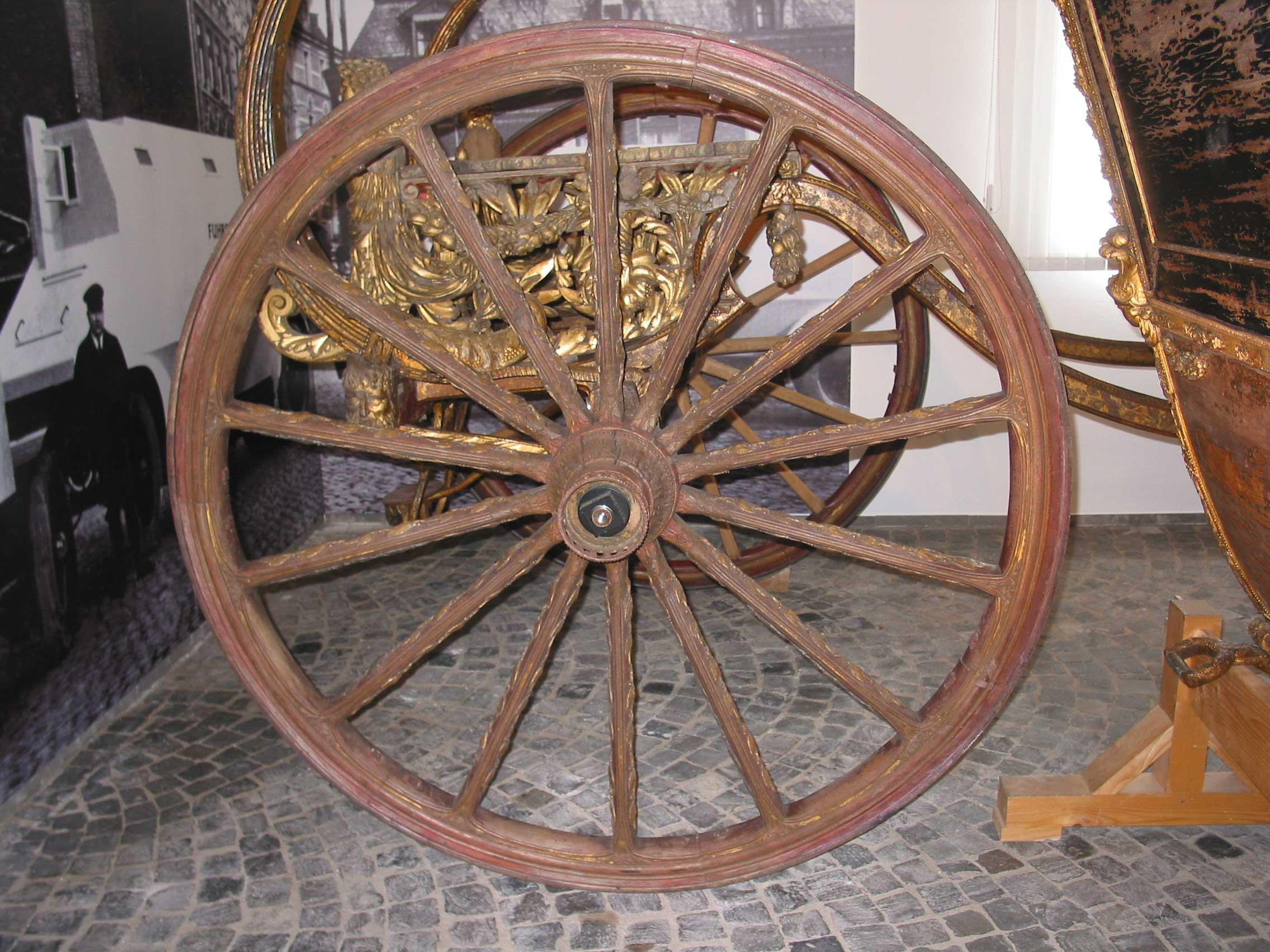
Колесо карети. Музей у Вілі

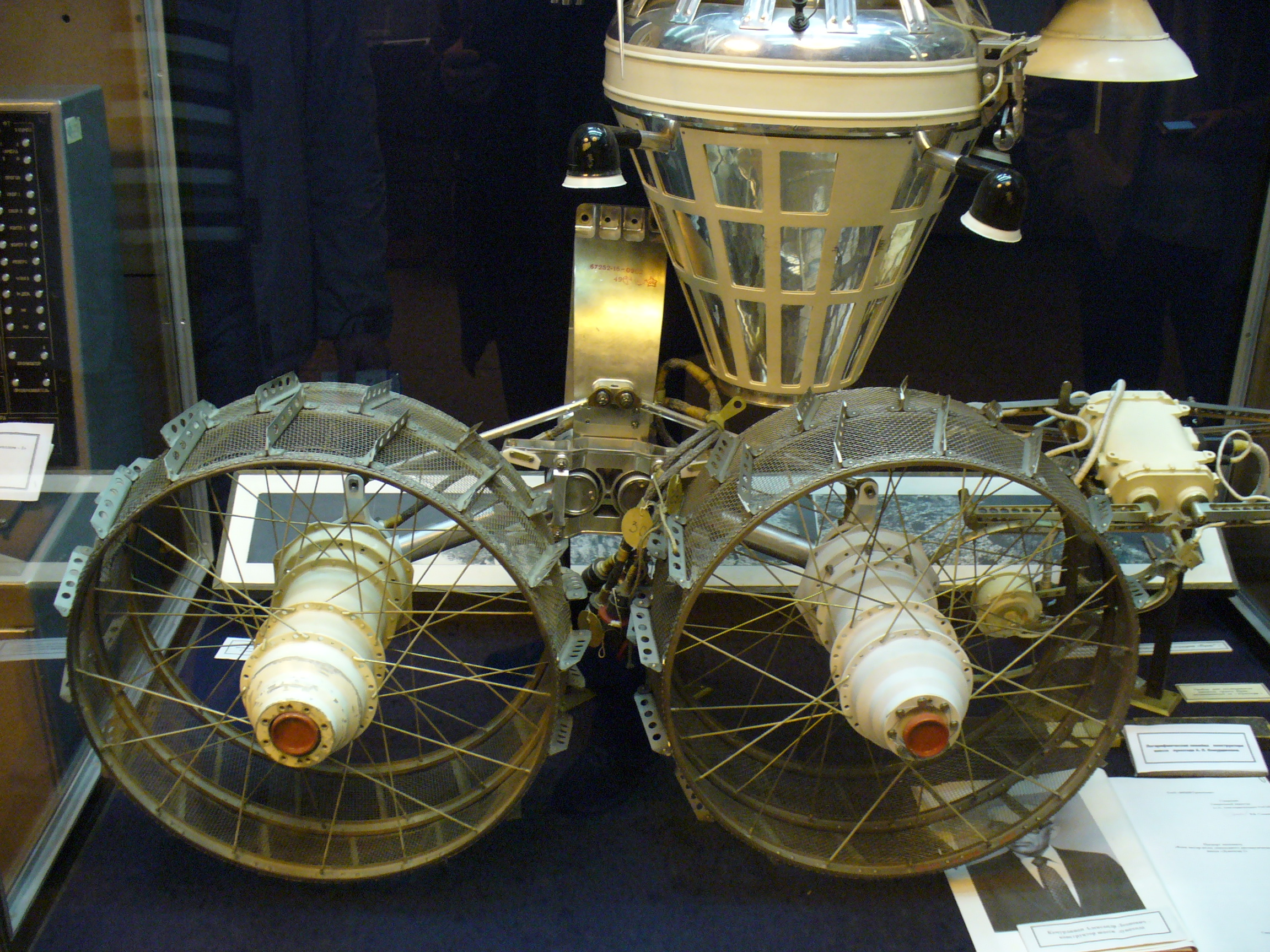
Колеса космічного апарата

Ко́лесо, ко́ло — це деталь машини, механізму чи пристрою у вигляді кола зі спицями або диска, що обертається навколо своєї осі і забезпечує передавання та підтримання руху. Колесо вважається простим механізмом, коли воно насаджене на фіксовану або рухому вісь, яка проходить через його центр — для створення механічної передачі. Воно також є однією з основних деталей простого механізму — коловорота, призначеного для перетворення поступального руху в обертовий і навпаки. Винахід колеса приблизно 6 тисяч років тому був значним кроком у технічному поступі людства. Нині найчастіше колесо використовується у транспортних засобах — автомобілях, поїздах, велосипедах, самокатах, кінних возах, а також як шасі у літаках, вертольотах тощо.

## Етимологія
Слово колесо походить від д.-рус. колеса — множини слова коло, де суфікс-нарощення -ес- став сприйматися як складова кореня. Споріднене з болг. кола — «віз», словен. kolô, чеськ. kolo, словац. kolo, пол. koło, в.-луж. koleso, н.-луж. kόlaso. Це одне з найдавніших загальнослов'янських слів: прасл. *kolo виводять від пра-і.є. *kwekwlo- і вважають спорідненим з прус. -kelan (у сполученні maluna-kelan — «млинове колесо»), дав.-гр. πόλος — «вісь», ісл. hvel — «колесо», англ. wheel, давн-англ. hvéol — «колесо», грец. πολέω — «рухаюсь довкола», лат. colō — «обробляю, населяю».

## Будова
Колесо — це об'єкт круглої дископодібної форми, що має можливість обертатися навколо своєї осі. Для зменшення маси колесо часто виготовляють із зовнішнім ободом, який кріпиться до маточини радіальними спицями або диском.

## Принцип дії

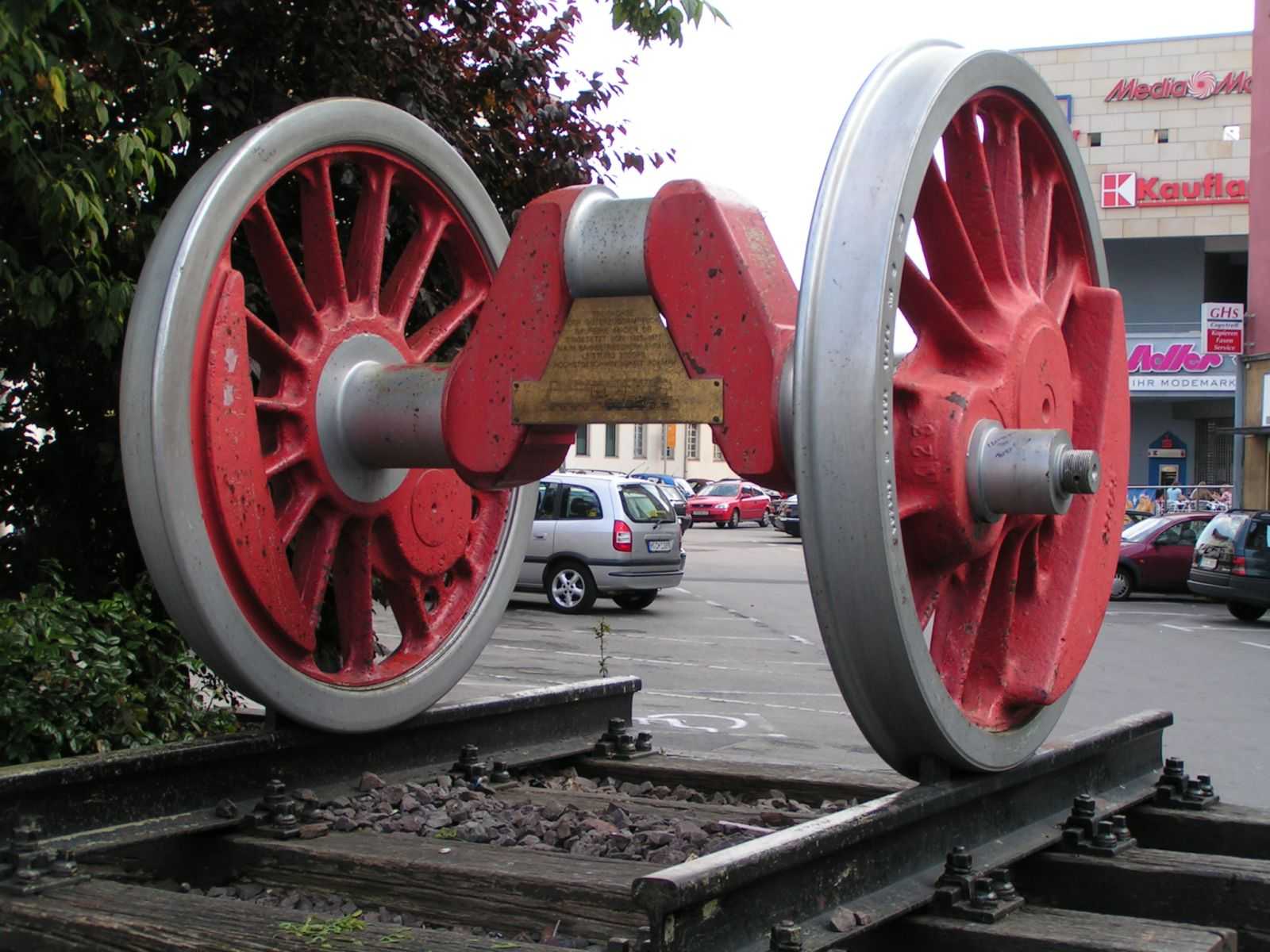
Колісна пара залізничного локомотива, встановлена як монумент у Трірі, Німеччина

При перетворенні поступального руху в обертову тягу сила прикладається перпендикулярно до осі. Тяга забезпечується зовнішньою силою, наприклад, кіньми. В такому випадку призначення колеса — зменшення сили тертя. Це зменшення забезпечується заміною тертя ковзання тертям кочення. Тертя кочення набагато менше, ніж тертя ковзання.
При перетворенні обертового руху в поступальний до осі колеса прикладається крутильний момент. У цьому випадку використовується тертя спокою, яке набагато більше, ніж тертя кочення. Колесо неефективне, якщо воно проковзує на поверхні (пробуксовує).
Часто в механічних екіпажах використовуються обидва типи перетворення: є колеса з приводом, і колеса, що зменшують тертя. Так, наприклад, локомотив у довгому поїзді використовує тертя спокою, що дає змогу йому тягнути за собою понад 20 вагонів, на колеса яких діє тертя кочення.
Колесо істотно зменшує витрати енергії на переміщення вантажу по відносно рівній поверхні. При використанні колеса робота здійснюється проти сили тертя кочення, яка в штучних умовах доріг істотно менша, ніж сила тертя ковзання.

## Історія

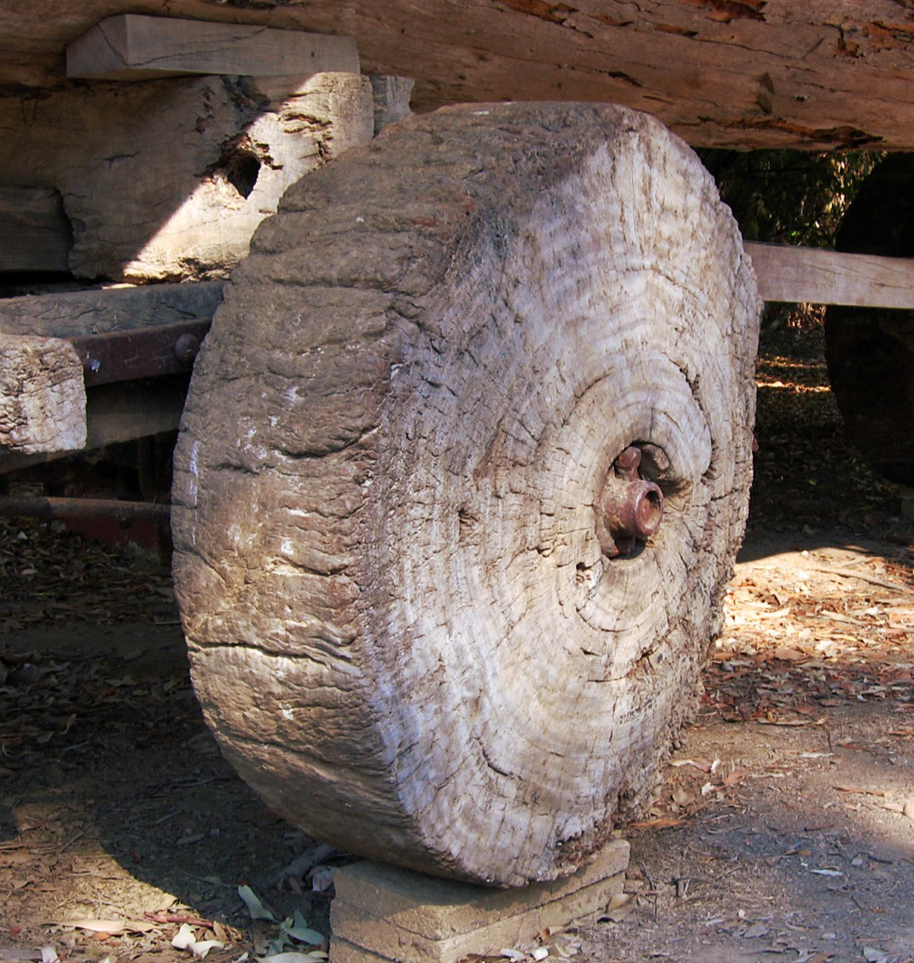
Колесо візка, виготовлене із дерев'яної колоди

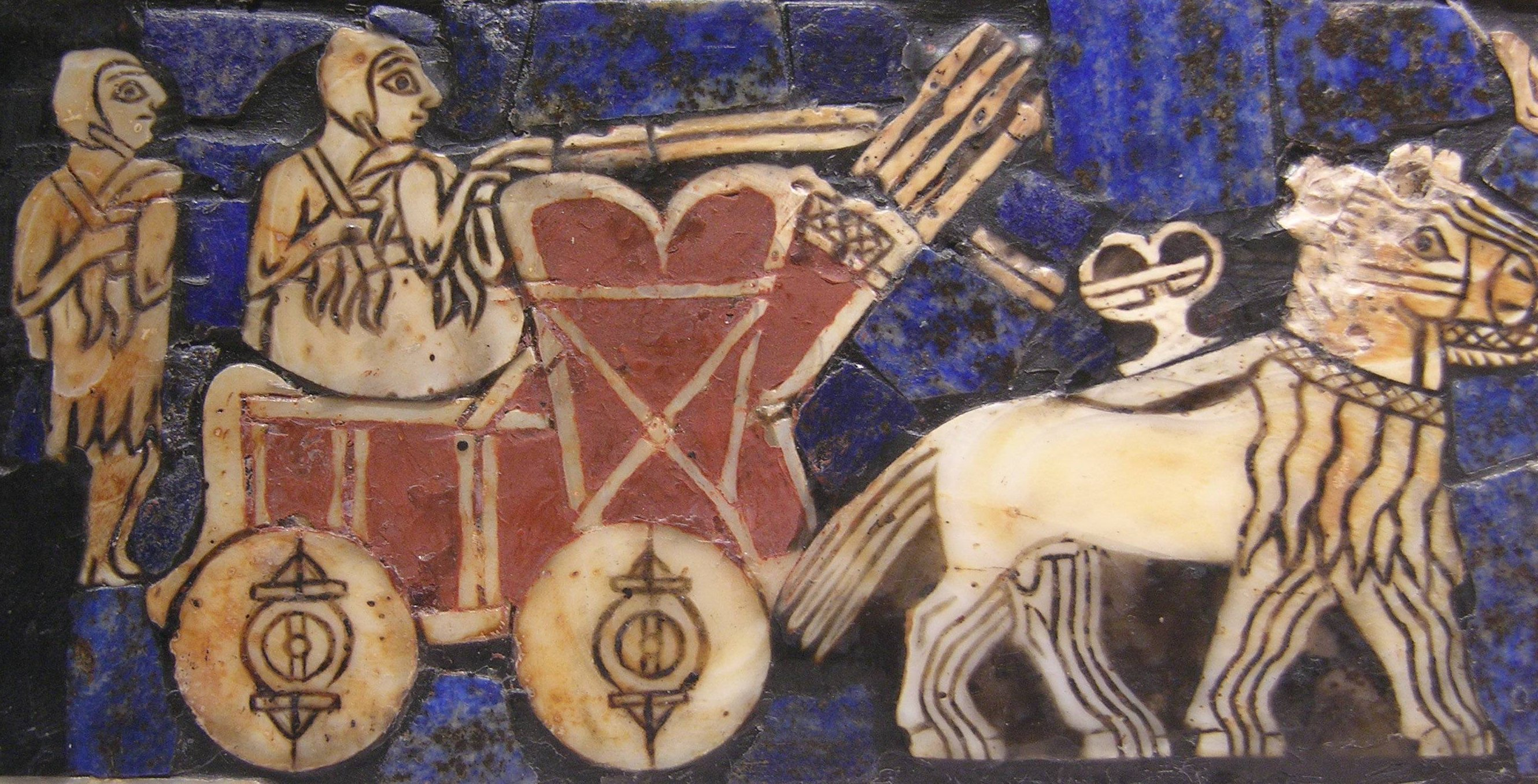
Зображення воза, запряженого онаграми на шумерському «Штандарті війни і миру» (бл. 2500 до н. е.)

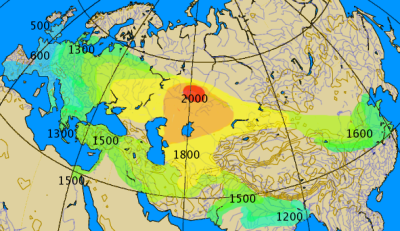
Поширення бойової колісниці на спицевих колесах по Євразії в Бронзову добу з району Сінташтинської культури на південному Уралі

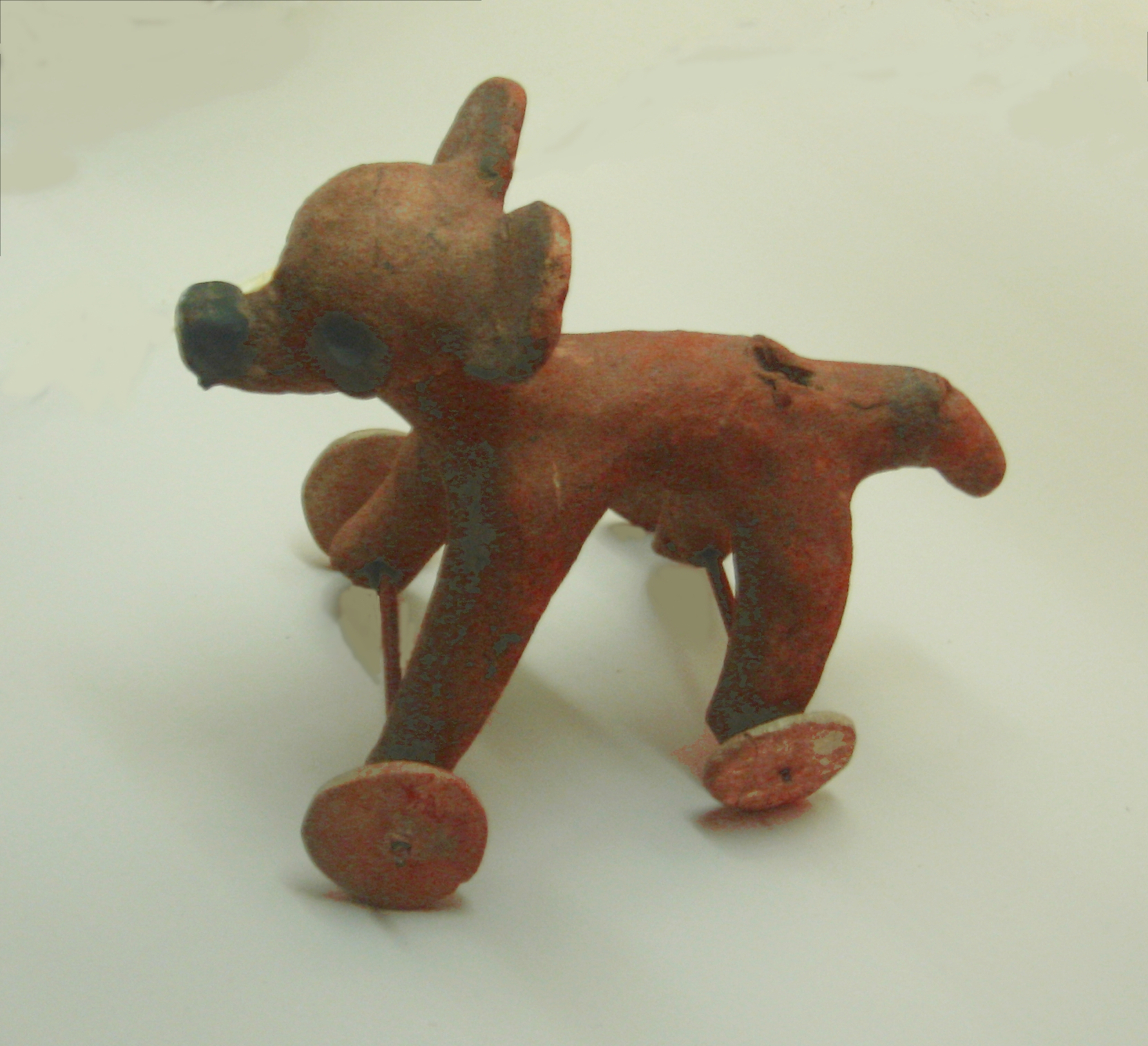
Іграшка з коліщатками. Мексика (здогадно штат Веракрус), I тис. н. е.

Довгий час поширеною була версія, що колесо вперше винайдене шумерами в Межиріччі наприкінці 4 тис. до н. е., звідки й поширилося по Євразії та Північній Африці. Але археологічні знахідки кінця XX ст. свідчать про те, що механізм колеса, швидше за все, був винайдений на території Центральної Європи, а вже звідти потрапив на Близький Схід[джерело?].
Найперші зображення механізму колеса та возів знайдені на території сучасної Польщі, Румунії та в євразійських степах. На думку фінського вченого Аско Парполи, індолога з Гельсінківського університету, існують лінгвістичні причини вважати, що колесо виникло в Трипільській культурі на території сучасної України. Версію про європейське походження колеса висунув у 1990-х німецький вчений А. Хойслер. Про знахідки моделей коліс у розкопках трипільських поселень останньої чверті 5 тис. до н. е. (за тисячоліття до відповідних знахідок у Месопотамії) повідомляв ще у 1981 році в наукових публікаціях румунський археолог Діну. Звідси інновація швидко поширилася Європою: свідчення існування колеса зустрічаються у поселеннях Зюшен (Німеччина), Броноциці (Польща), рештки возів знайдені наприкінці 1980-х на території Краснодарського краю Росії з датуванням серединою 4 тис. до н. е. Найдавніше з відомих коліс знайдене в болоті неподалік від Любляни в 2002 році і вік його оцінюється в 5150 років.
Наступні згадки про колесо зустрічаються в Месопотамії у кінці 4-го тисячоліття до н. е. Попередниками колеса можна вважати відомий до цього дерев'яний коток, котрий підкладався під вантаж при пересуванні. Початково колесо було дерев'яним диском, настромленим на вісь і зафіксованим клином. Зображення санок з коліщатами (3000 р. до н. е.) знайдені в Межиріччі у шумерському місті Урук. До 2700 року до н. е. там же з'являються малюнки возів. У той же час шумери починають ховати своїх царів разом із колісницями. Ці поховання відшукані в Кіші, Урі, в еламському місті Сузи. У 2-му тисячолітті до н. е. конструкція його вдосконалюється: у Малій Азії з'являється колесо зі спицями, маточиною та гнутим ободом. Пізніше, у 1-му тисячолітті до н. е., кельти для підвищення міцності коліс своїх колісниць стали застосовувати металевий обід; надалі конструкція колеса не зазнавала особливих змін аж до кінця XIX ст., коли металеві шини були замінені гумовими шинами для амортизації.
Колісного транспорту не знали у цивілізаціях доколумбової Америки, хоча відомо чимало артефактів з коліщатками, які очевидно, були дитячими іграшками. Знайдені на розкопках у Мексиці, деякі з них датуються близько 1 500 року до н. е. Припускають, що основною причиною невживання колеса в господарстві стала відсутність у Новому Світі тварин, яких можна було використовувати як упряжних.
Також до приходу європейців коліс не знали корінні народи Австралії і південної Африки.
Винахід колеса сприяв розвитку ремесел. Колесо було застосовано в гончарному крузі, млині, прядці, токарному верстаті, в іригаційних спорудах, на мануфактурних фабриках, родовищах тощо. Застосовувалися також водяні колеса.
Винахід колеса дав поштовх і до розвитку науки загалом. Так, воно застосовується в астролябії та інших наукових інструментах. У механіці широко використовується зубчасте колесо.
Важливе значення колеса у господарській сфері відбилося в його метафоричному обожненні у вигляді «Вічного повернення», «колеса Сансари», реінкарнації і т. д. У різноманітних культурах колесо є символом руху сонця, у буддизмі воно символізує закон та істину, симетричність і досконалість Дхарми, мирні зміни. Крилате колесо асоціюється зі швидкістю, колесо колісниці — з правлінням та владою. У греко-римській мітології колесо з шістьма спицями — атрибут Зевса (Юпітера) як небесного бога.

## Різновиди коліс

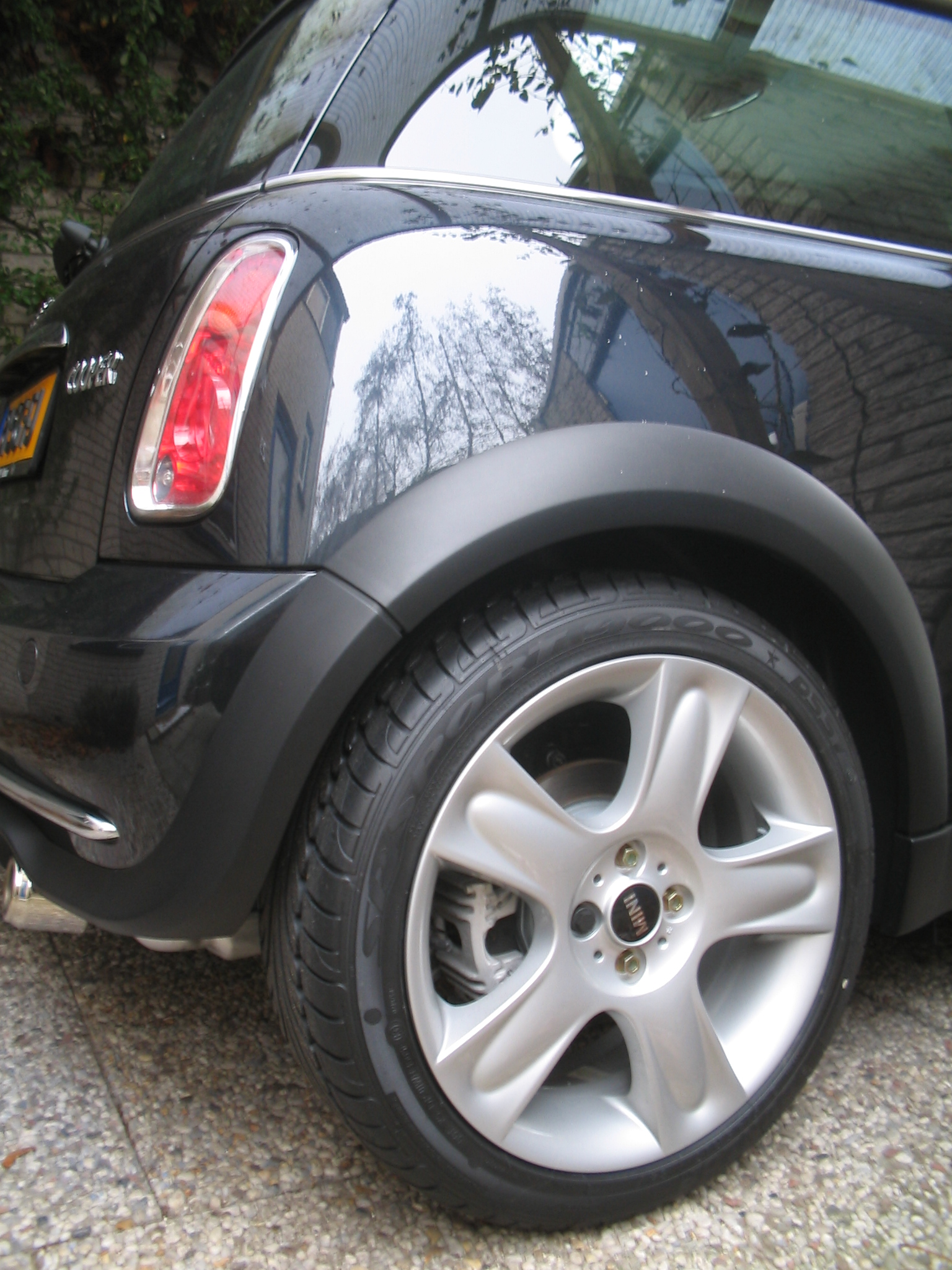
Колесо сучасного автомобіля

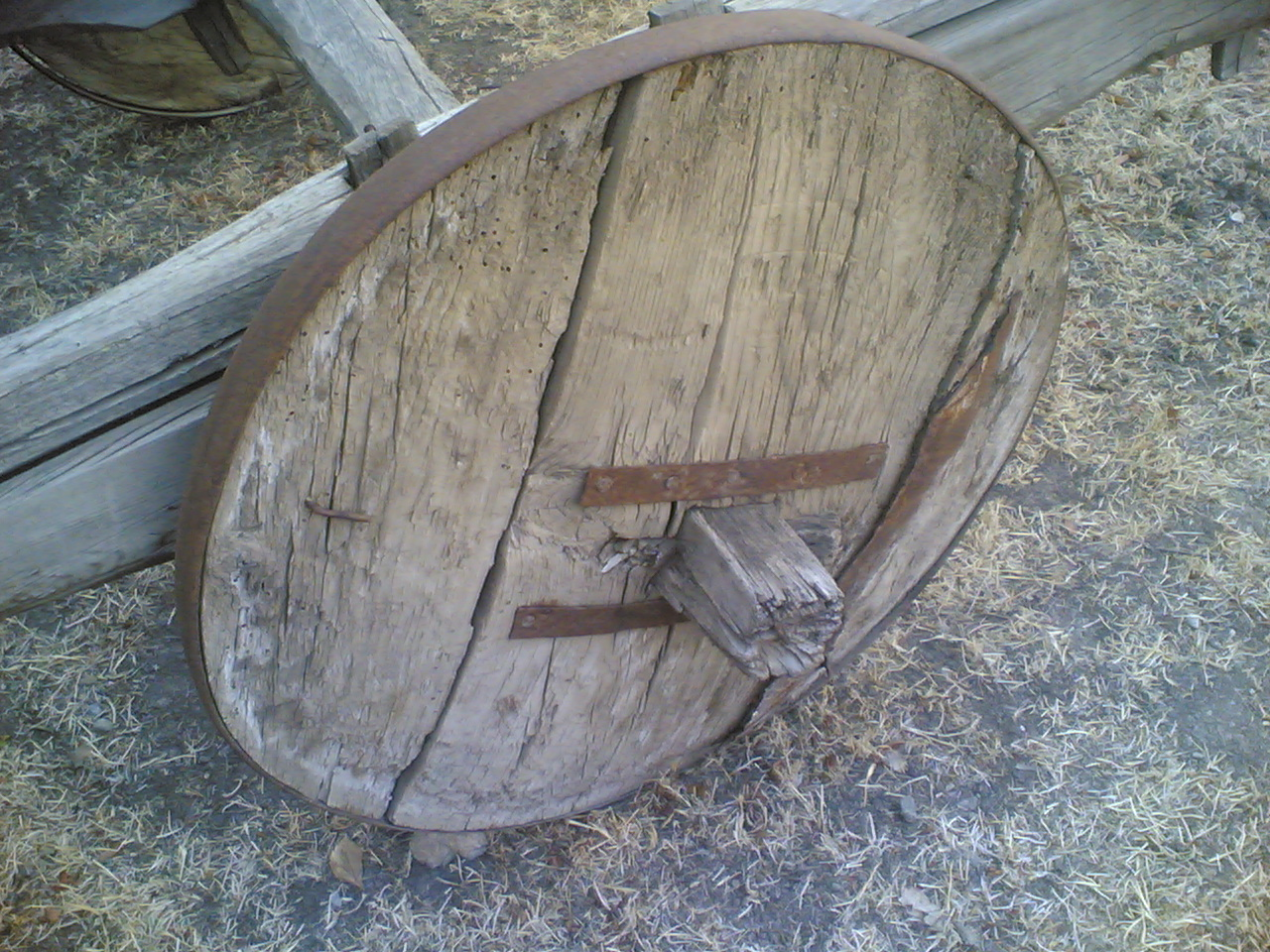
Суцільне дерев'яне колесо

### Колесо транспортного засобу
Колесо є основним конструктивним елементом, що забезпечує пересування транспортного засобу (починаючи від старовинного візка, закінчуючи сучасними автомобілями) по твердій поверхні. Колесо може бути ведучим і веденим. У першому випадку колесо виступає рушієм і перетворює механічну енергію від двигуна через приводні вали та механізми у механічну енергію руху транспортного засобу шляхом взаємодії з поверхнею пересування (наприклад, дорожнім покриттям чи поверхню рейки). У другому випадку колесо виконує лише функцію заміни тертя ковзання тертям кочення в умовах руху транспортного засобу.
Крім вказаних функцій, колесо у транспортному засобі може бути керованим і виконувати функцію зміни напряму руху шляхом повертання (з використанням механізму кермування) колеса навколо осі (див. наприклад, шворінь), яка близька до перпендикуляра до поверхні пересування.
Ведені колеса можуть бути жорстко посадженими на вісь і обертатись разом з нею, а якщо їх два на одній осі, то вони утворюють колісну пару, як у залізничних вагонах, а можуть мати нерухому вісь (цапфу) і обертатись навколо неї з використанням підшипників. Тягові колеса, крім цього, повинні сприймати крутний момент від трансмісії через шпонкові, шліцьові чи шарнірні з'єднання для урухомлення транспортного засобу.
Конструктивно колесо транспортного засобу складається з маточини й обода, які сполучені між собою диском або спицями. Зазвичай, на зовнішній частині обода встановлюється шина з еластичного матеріалу (гуми), яка може бути порожнистою і заповненою стисненим повітрям (газом). Важливим елементом шини є її профіль (повнопрофільна, низькопрофільна, пневмокоток тощо) та вид і стан протектора — конфігурація рельєфу поверхні шини, що контактує з дорожньою поверхнею.

#### Дерев'яне колесо

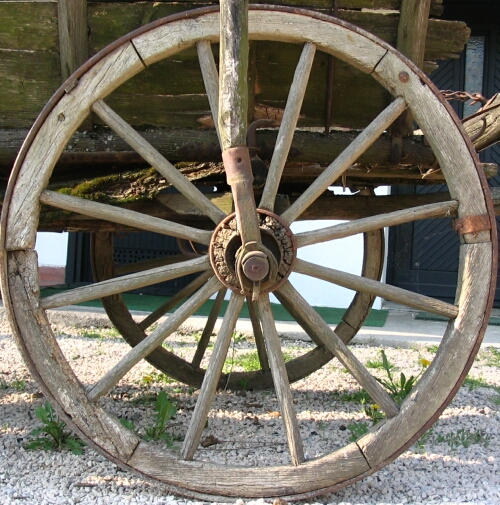
Дерев'яне колесо зі спицями

Дерев'яні колеса можуть бути у вигляді суцільних дисків (найбільш архаїчні) і класичної конструкції — з маточиною, ободом і спицями. В українських возах використовувалися тільки колеса з гнутими ободами, які згинали навколо круглих стовпців (так званих пеньків). По центрі пенька була скоба (вухо), у яку вставляли кінець довгого важеля, прави́ла (яке називалося повідня). Розпарену заготовку обода кріпили нерухомо одним кінцем до пенька збоку, а другим за допомогою мотузки чи жердини з гаком (кужби) прив'язували до повідні. Повертаючи вручну чи за допомогою упряжних тварин повідню з прикріпленою до неї заготовкою, поступово згинали майбутній о́бід навколо пенька в кільце. Кінці обода («заворотичі») з'єднували разом, спицями до нього кріпили маточину («колодку», «голову»), а на зовнішню поверхню натягали шину — сталевий обруч, прибиваючи її шиналями — спеціальними цвяхами, і додатково укріпляли 4-5 вірвантами («урвантами») — металевими скобами, прибитими цвяхами — заволічками (лютами). Колесо надівали на кінець осі, («рукав») і фіксували загвіздком — дерев'яною чи металевою чекою. Для зменшення тертя втулку маточини і кінець осі змащували коломаззю. Нині виробництво дерев'яних коліс механізоване, маточини виконують металевими, спорядженими звичайними вальницями.
Майстрів, що виробляли колеса, називали стельмахами, колодіями, колісниками.

#### Залізничне колесо
Колеса, використовувані в залізничному транспорті, виготовляють у вигляді колісних пар — сталевих дисків, з'єднаних сталевою віссю. Залежно від конструкції розрізняють цільні й бандажні колеса.
Цільне колесо виготовляється з однієї заготовки й має три основні конструкційні елементи: диск, маточину й обід. Диск з'єднує маточину з ободом, маточина призначена для з'єднання колеса з віссю, а споряджений ребордою обід безпосередньо контактує з рейкою. Залежно від способу виготовлення виділяють цільнокатані (оброблювані на прокатних станах) і цільнолиті колеса. Бандажне колесо складається з двох окремих деталей: диска і надітого на нього бандажу. Диски зазвичай виготовляють литими, бандажі — куванням, штампуванням або вальцюванням.
Характерною рисою залізничного колеса є його профіль у формі зрізаного конуса, який забезпечує необхідне для повороту диференціювання зовнішніх і внутрішніх коліс: при повороті внутрішні колеса котяться по рейці ділянкою меншого діаметру, отже, проходять при однаковому із зовнішніми колесами числом обертів (що неминуче при використовуванні колісної пари, в якої відсутній диференціал) менший шлях. Зміщення залізничного колеса від серединного положення до ділянки найбільшого чи найменшого діаметру становить близько 3 см.

### Водяне колесо

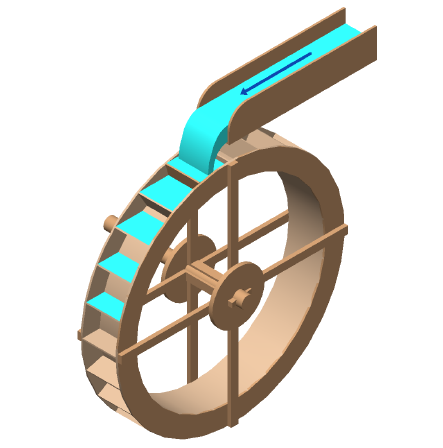
Наливне водяне колесо

Водяне колесо — це механічний пристрій, який перетворює енергію потоку води або енергію піднятої води (гідроенергія), в обертовий рух який може використовуватись в інших механізмах (наприклад, водяних млинах, водяних лісопильнях).
Водяне колесо це велике дерев'яне або металеве колесо з лопатями або ковшами на зовнішній поверхні обода. Лопаті (ковші) утворюють рушійну поверхню. Найчастіше, колесо монтується вертикально на горизонтальній осі, але так зване норвезьке колесо встановлюється горизонтально на вертикальній осі. Вертикальні колеса можуть передавати енергію механізмам через вал із зубчастим колесом і, зазвичай, приводні ремені. Горизонтальні колеса здебільшого використовуються для безпосереднього привода механізмів.
Розрізняють три основні види водяного колеса для перетворення гідроенергії в енергію обертового руху:
- підливне (нижньобійне) водяне колесо, коефіцієнт корисної дії до 35 %;
- наливне (верхньобійне), коефіцієнт корисної дії до 85 %;
- середньобійне, коефіцієнт корисної дії до 75 %.

Водяні колеса є складовою піднімних пристроїв — норій, чигирів.
Зворотне перетворення застосовувалося в гребних колесах на водних транспортних засобах.

### Гребне колесо

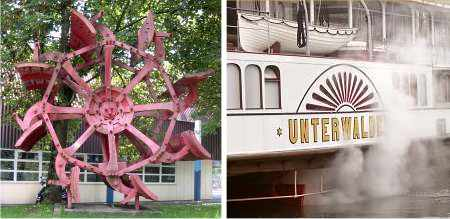
Гребне колесо (ліворуч) і місце, де воно розташовується на пароплаві (праворуч)

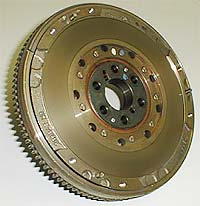
Типове махове колесо (маховик) автомобільного двигуна

Зубчасті колеса у зубчастих передачах

Гребне колесо — вид рушія, що використовувався здавна для приведення в рух річкових та морських суден. Має вигляд великого колеса, оснащеного лопатями, зануреними у нижній частині колеса у воду.
Гребне колесо за будовою є ідентичним до нижньобійного водяного колеса, з тією різницею, що не вода урухомлює його, а навпаки, колесо використовується для створення руху при взаємодії його лопатей з водою.
Існувало два основні різновиди гребних коліс: кормові, розташовані за кормою судна і бортові, що попарно розташовувались з боків судна.

### Ступальне колесо
Ступальне колесо — ходове колесо з внутрішніми сходами, що розташовані на дерев'яному валу. Застосовувалося як привод у різноманітних машинах до появи парових й електричних двигунів.

### Махове колесо
Махове колесо (маховик) — масивна обертова деталь з великим моментом інерції у вигляді диска або колеса, що встановлюється на ведучому валу машини для зменшення нерівномірності його обертання при усталеному русі. Маховик акумулює (нагромаджує) кінетичну енергію в період прискорення руху і віддає її при сповільненні.
Використання махового колеса як в простих конструкціях (гончарний круг), так і в поршневих двигунах, компресорах, насосах та інших машинах забезпечує рівномірність обертання вала. В поршневих двигунах маховик, крім того, дає змогу поршню долати крайні положення («мертві точки»). В інерційних двигунах нагромаджена маховиком енергія використовується для привода транспортного засобу (жиробус).

### Зубчасте колесо
Зубчасте колесо (шестірня, триб)  — основна деталь зубчастої передачі у вигляді диска з зубцями на циліндричній або конічній поверхні, що входять в зачеплення із зубами іншого зубчастого колеса.
У машинобудуванні прийнято мале зубчасте колесо з меншим числом зубів називати шестернею, а велике — колесом. Однак часто усі зубчасті колеса називають шестернями. Зубчасті колеса зазвичай використовуються парами з різним числом зубів з метою перетворення обертального моменту і частоти обертання валів на вході і виході. Колесо, до якого крутний момент підводиться ззовні, називається ведучим, а колесо, з якого крутний момент знімається — веденим. Якщо діаметр ведучого колеса є меншим, то крутний момент веденого колеса є більшим за рахунок пропорційного зменшення швидкості обертання, і навпаки. Відповідно до передавального відношення, збільшення крутного моменту викликатиме пропорційне зменшення кутової швидкості обертання веденої шестерні, а їх добуток — механічна потужність — залишиться незмінним, якщо не враховувати втрати на тертя.

### Давні й сучасні артефакти колеса

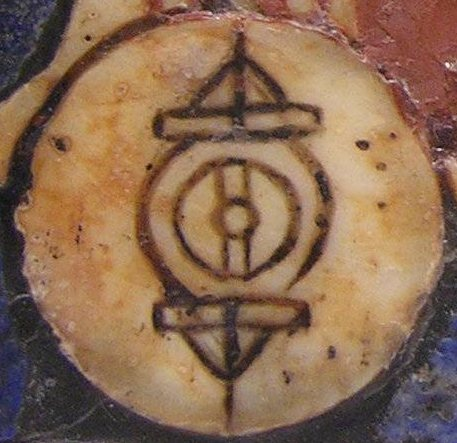
Диск колеса бронзової доби на штандарті Уру (приблизно 4500 років тому)
Колесо сторогрецької колісниці із чотирма спицями як гліф лінійного письма Б. Стародавні греки використовували колеса ще 3,5 тисячі років тому. Колеса хеттських та єгипетських колісниць здебільшого мали шість спиць, тоді як ассирійці залізної доби використовували вісім
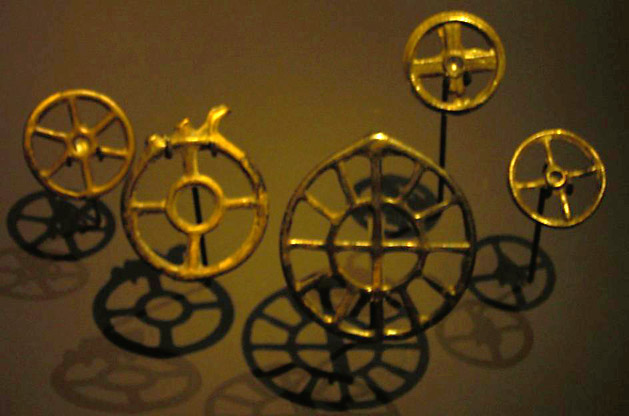
Знайдені біля Цюриха кулони у вигляді коліс із розкопок культури полів поховальних урн бронзової доби (приблизно 3200 років тому). Швейцарський національний музей
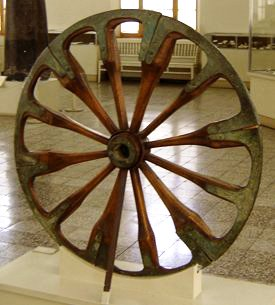
Еламське колесо зі спицями початку залізної доби (приблизно 3500 років тому). Національний музей Ірану
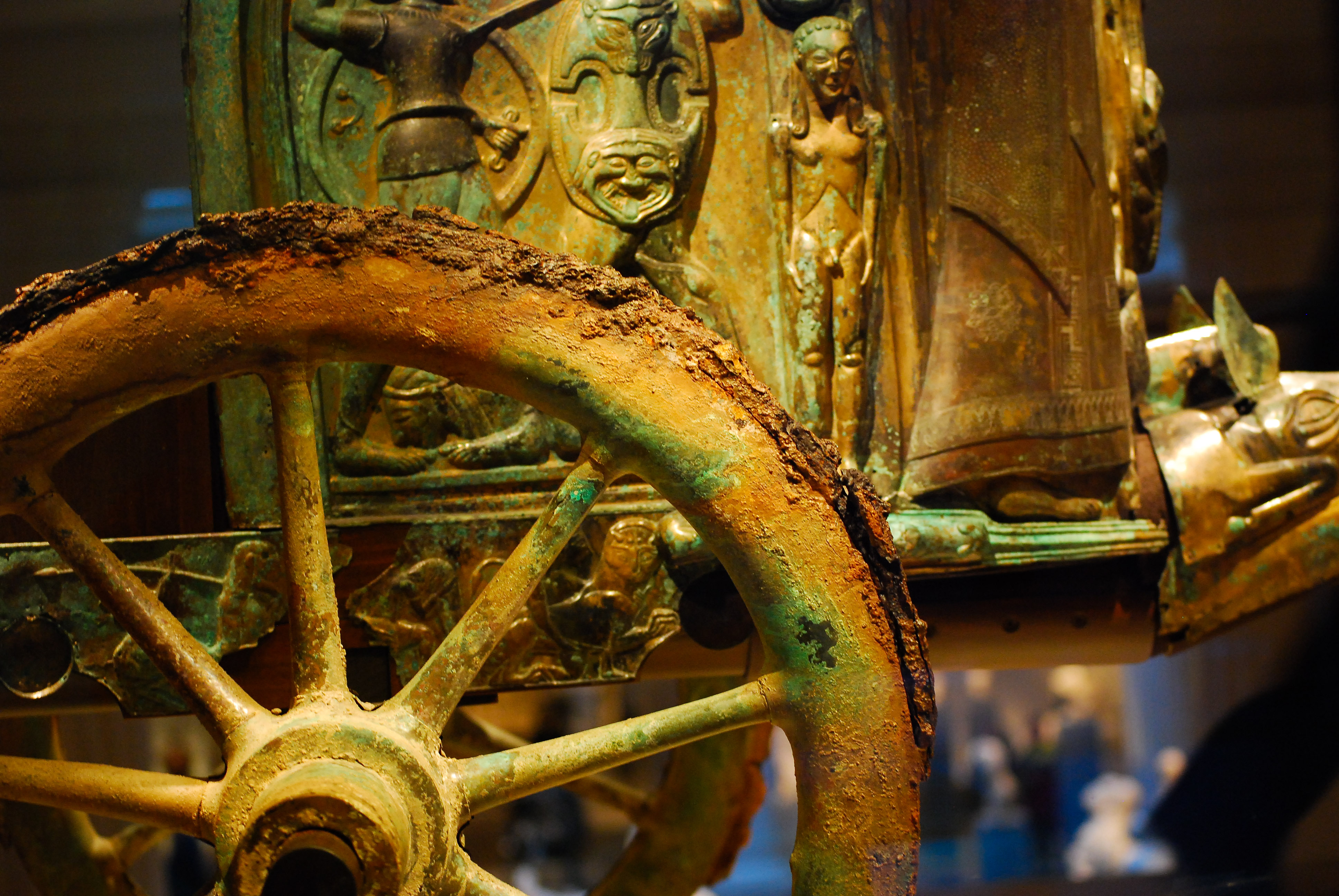
Колесо етруської колісниці (приблизно 2530 років тому)
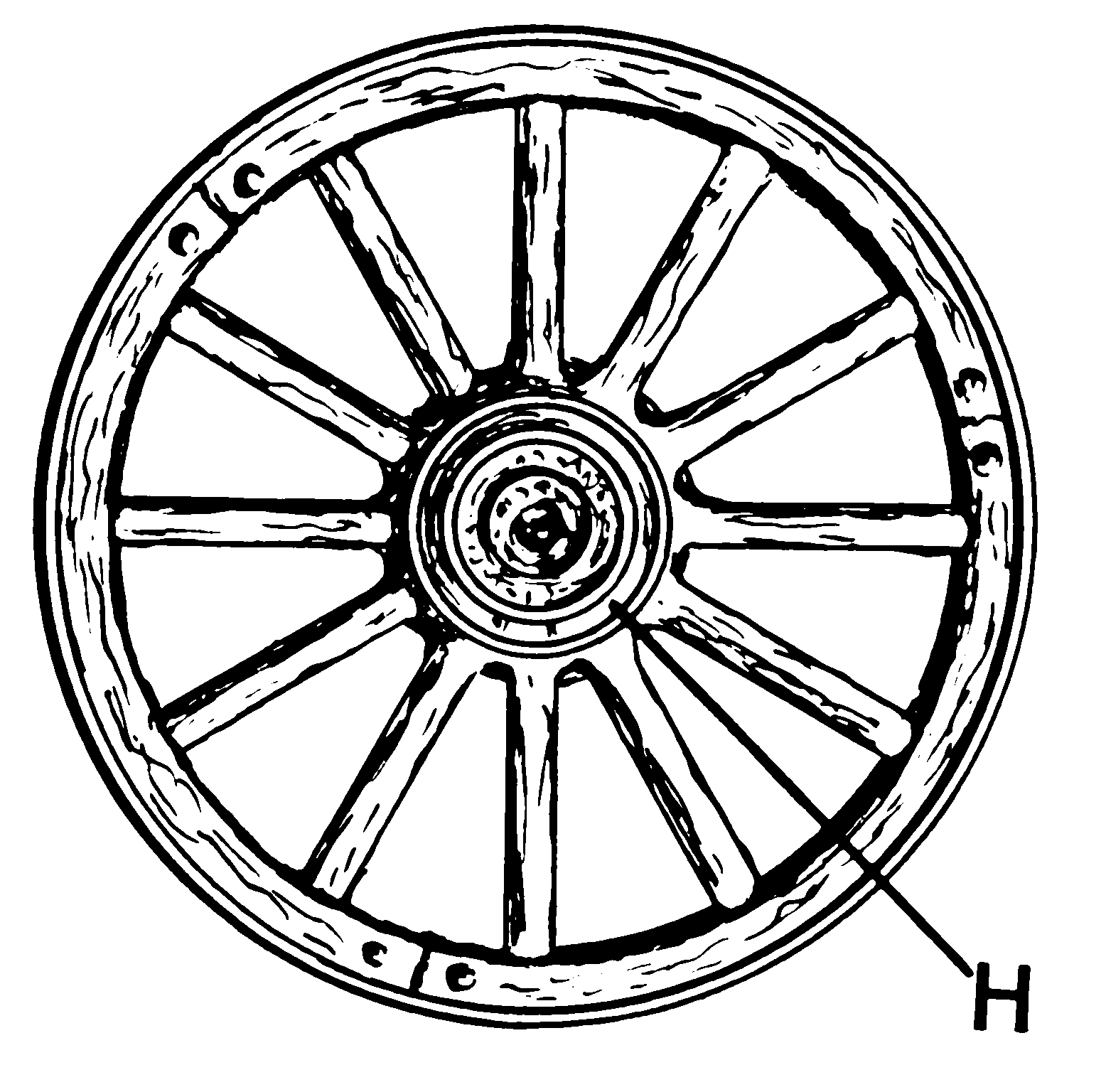
Класичне колесо зі спицями й маточиною та залізним ободом. Люди використовували такі колеса з початку залізної доби в Європі, приблизно 2500 років тому, аж по 20 століття
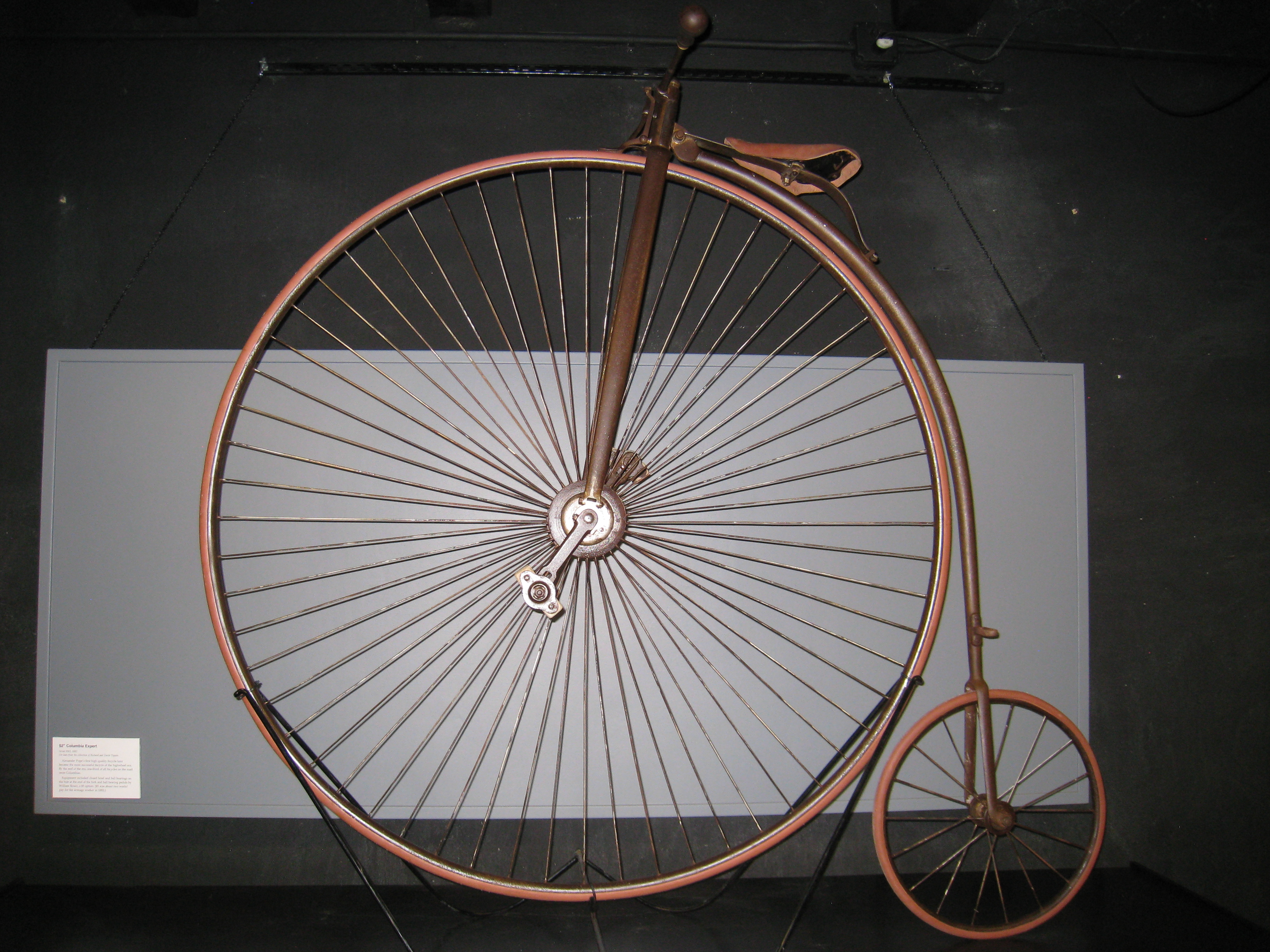
Велосипед пенні-фартинг (1882)
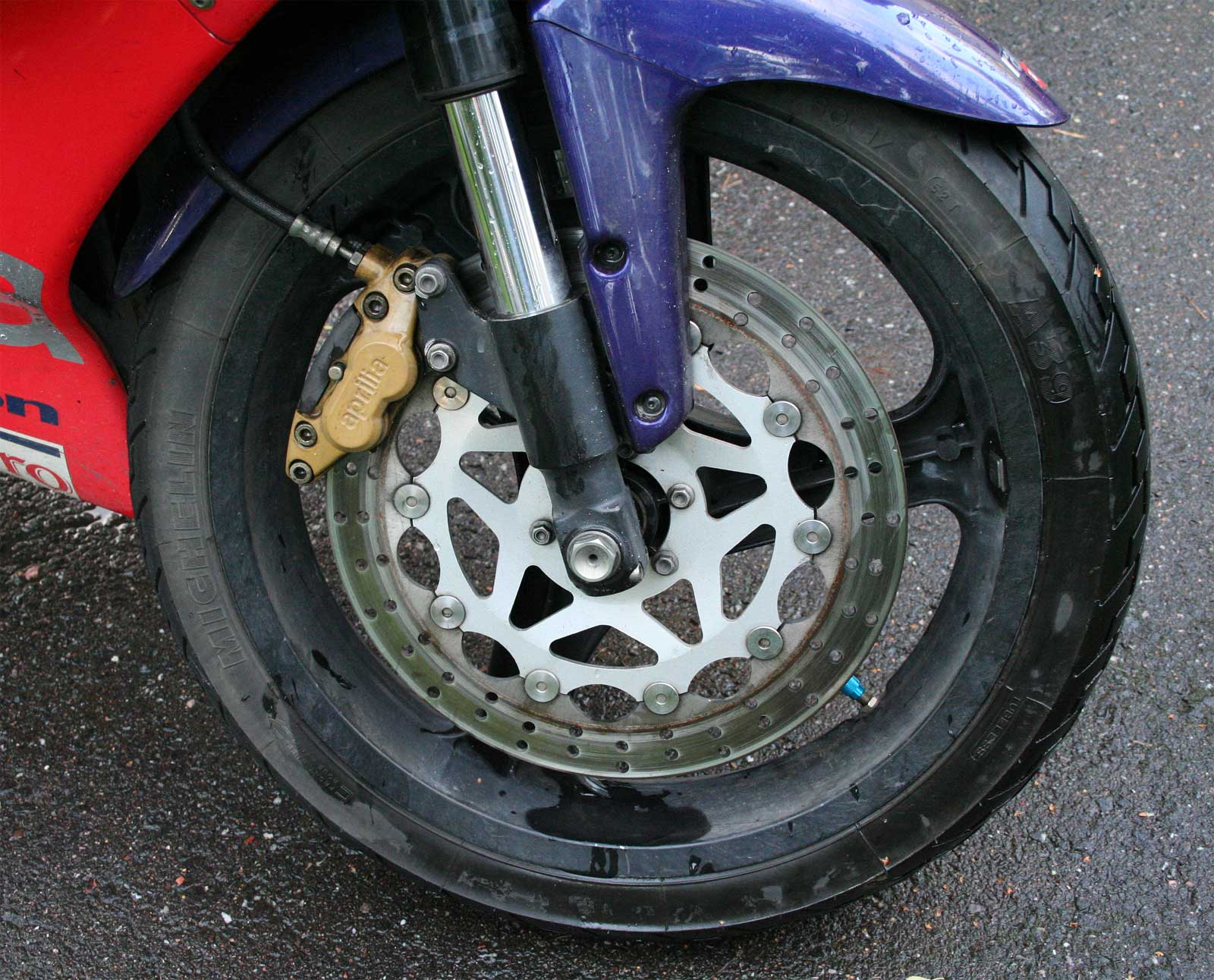
Колесо сучасного мотоцикла із сплаву з нездувною шиною та дисковим гальмом
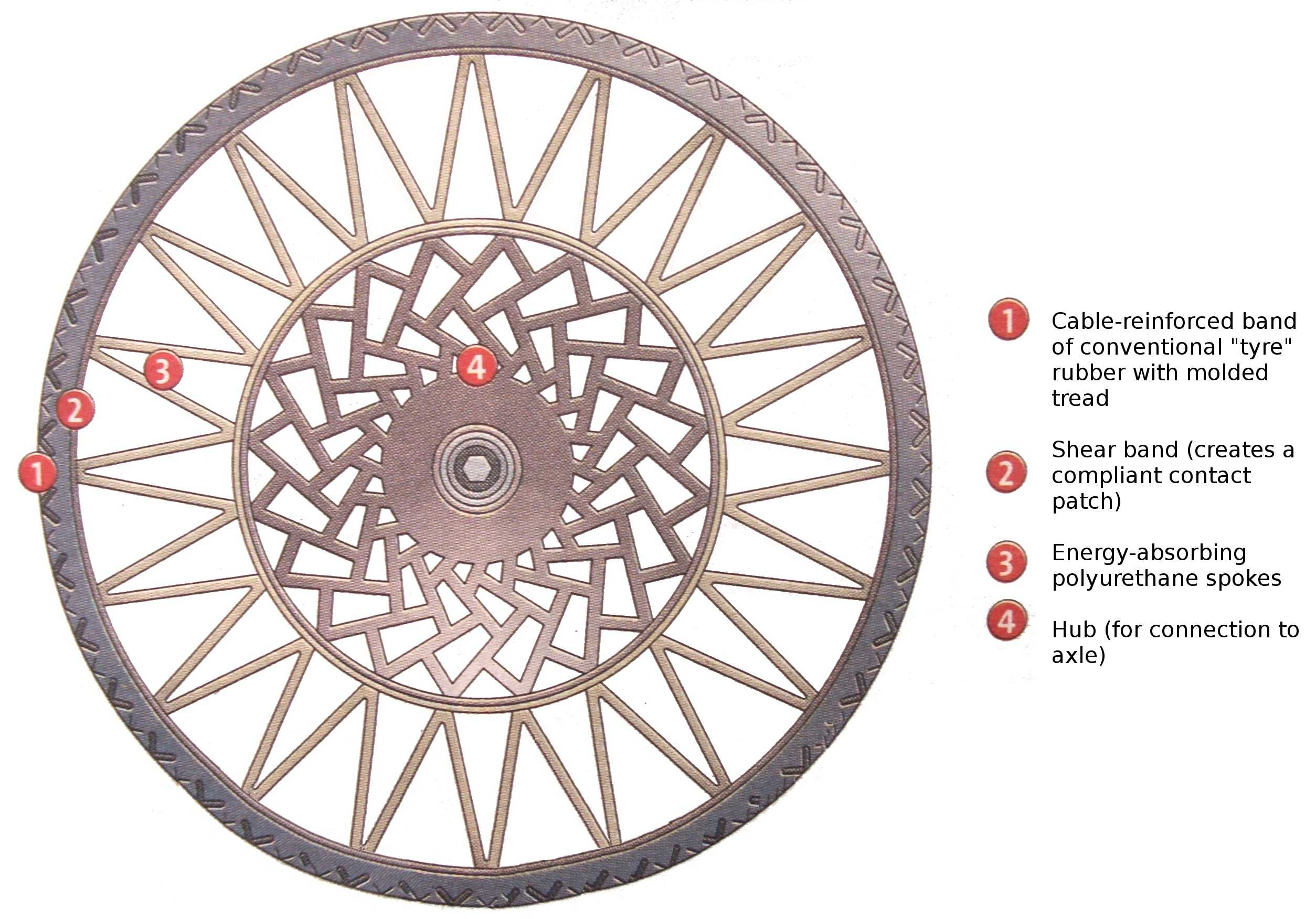
Безповітряна шина "Tweel" фірми Michelin (2005)
Шведське колесо (колесо Ілона), винайдене у 1973 році

## Механіка колеса

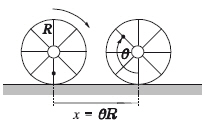
Довжина x шляху, який пройде колесо радіусом R при повертанні на кут θ

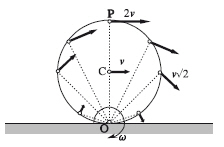
Розподіл швидкостей на колесі при його коченні по поверхні. Точка O — миттєвий центр швидкостей

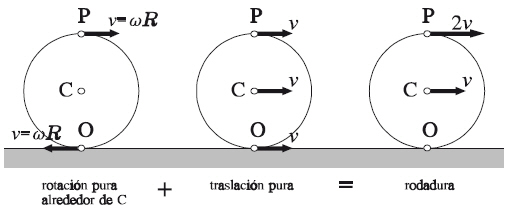
Рух кочення колеса як сума переносного (обертального навколо геометричної осі C) і поступального (паралельно до площини кочення) рухів

— асиметрична реакція поверхні кочення; — притискна сила; — тягнуча сила; сума векторів сил ; є силою тертя кочення, що протидіє рухові

— тягнуча сила; — сила тертя; — радіус тіла кочення; ;

Момент тертя що діє проти годинникової стрілки — гальмує кочення колеса «вправо»; — зусилля притиску; — коефіцієнт тертя кочення дорівнює довжині плеча моменту сили

Розглянемо кочення колеса по площині. Обід колеса і площина кочення будемо вважати абсолютно жорсткими. В цьому випадку обід колеса має контакт з площиною кочення по лінії, яка є нормальною до площини креслення і проходить через точку контакту. У реальних умовах внаслідок неминучих деформацій обода колеса і площини лінія контакту перетворюється у площину контакту.

### Геометрія колеса
Геометрія колеса ґрунтується на геометрії кола. Параметри кола такі:
- Діаметр D або радіус R. Колеса зазвичай визначаються своїм діаметром, так як він визначає їх максимальний габарит і, отже, є важливим фактором у питаннях величин габаритних розмірів механізмів де вони використовуються.
- Периметр p. Він відповідає довжині кола по зовнішній поверхні колеса і визначає відстань, яку проходить колесо по площині за один оберт. Периметр залежить від діаметра (радіуса) таким чином:

{\displaystyle {p}=\pi \cdot {D}=2\pi \cdot {R}}
Довжина шляху, який пройде колесо при повороті на кут {\displaystyle \theta } за відсутності проковзування:
{\displaystyle x=\theta \cdot R.}

### Кінематика колеса
Для випадку, який розглядається, рух колеса можна вважати плоским, тому однією з характеристик цього руху може слугувати миттєвий центр швидкостей. Залежно від умов кочення колеса миттєва вісь обертання і її перетин з площиною рисунка — миттєвий центр обертання займає різні положення. При розташуванні миттєвого центру обертання в точці О опорна поверхня колеса залишається нерухомою протягом нескінченно малого проміжку часу і абсолютна швидкість точки О обода дорівнює нулю. При розташуванні миттєвої осі обертання нижче від точки О опорна поверхня колеса переміщається по напрямку його поступального руху. Таке переміщення називається проковзуванням. При положенні миттєвої осі обертання вище від точки О опорна поверхня колеса переміщається проти напрямку його руху. Таке переміщення називається буксуванням. Припустимо, що кочення колеса відбувається при відсутності проковзування й буксування, тобто миттєва вісь обертання збігається з опорною лінією в точці О.
Обертання колеса навколо миттєвої осі обертання О с кутовою швидкістю ω можна розкласти на переносний поступальний рух зі швидкістю V, чисельно рівною шляху, що пройде колесо за одиницю часу, і відносний обертальний рух колеса з кутовою швидкістю ω навколо його геометричної осі C. Вектор швидкості точки обода колеса в переносному поступальному русі спрямований в бік руху і паралельний до опорної поверхні; вектор швидкості у відносному русі спрямований убік обертання колеса по дотичній до точки обода і чисельно дорівнює добутку кутової його швидкості ω на радіус R. Результуюча швидкість будь-якої точки колеса визначається геометричним додаванням векторів швидкостей зазначеної точки в переносному і відносному рухах.
У векторному записі для довільної точки на колесі це має такий вигляд:
{\displaystyle \mathbf {v} =\mathbf {r} \times \mathbf {\omega } ,}
де {\displaystyle \mathbf {r} } — радіус-вектор, проведений від точки контакту до заданої точки на колесі;
{\displaystyle \mathbf {\omega } } — кутова швидкість обертання колеса.

### Динаміка колеса
На колесо, що котиться по поверхні діють сили:
{\displaystyle \mathbf {P} } — тягнуча сила, що прикладена до осі колеса;
{\displaystyle \mathbf {N} } — сила притискування колеса до поверхні кочення;
{\displaystyle \mathbf {R_{p}} } — асиметрична сила реакції поверхні кочення.
Якщо векторна сума цих сил дорівнює нулю, то колесо рухається рівномірно прямолінійно.
{\displaystyle \mathbf {N} +\mathbf {P} +\mathbf {R_{p}} =0\,}
Це означає що вертикальна складова сили реакції зрівноважується притискною силою, а горизонтальна складова {\displaystyle \mathbf {F_{t}} } зрівноважує тягнучу силу, роблячи спротив рухові колеса і за аналогією до тертя ковзання називається силою тертя кочення: {\displaystyle \mathbf {F_{t}} =-\mathbf {P} \,}.
Рівномірне кочення означає, також, що сума моментів сил відносно довільної точки дорівнює нулю. З рівноваги моментів сил зображених відносно центру колеса випливає:
{\displaystyle F_{t}\cdot R=N\cdot f}
Звідки випливає:
{\displaystyle F_{t}={\frac {f}{R}}\cdot N\,}
де:{\displaystyle F_{t}} — сила тертя кочення;
f — коефіцієнт тертя кочення, одиниці вимірювання метр;
R — радіус колеса;
N — притискна сила колеса до поверхні.
Ця залежність підтверджується експериментально. Для малої швидкості кочення сила тертя кочення не залежить від цієї швидкості. Коли швидкість кочення досягає значень, коли швидкість утворення деформації стає порівняльною із швидкістю поширення деформації в матеріалі, тертя кочення різко зростає і навіть може перевищити тертя ковзання за аналогічних умов.

## Цікаві факти
- У липні 2001 року на колесо був отриманий інноваційний патент з таким формулюванням: «круглий пристрій, що застосовується для транспортування вантажів»[20]. Цей патент був виданий Джону Кео, юристу з Мельбурна, який хотів тим самим показати недосконалість австралійського патентного закону.
- У 1975 році інженер шведської компанії «Mecanum AB» Бенгт Ілон (швед. Bengt Erland Ilon) отримав патент США[21] на конструкцію всенаправленого (англ. omni wheel) колеса з роликами рівномірно розподіленими по ободу, через які відбувається взаємодія колеса із поверхнею переміщення, яке отримало назву «колесо Ілона». Таке колесо дозволяє транспортному засобу шляхом незалежного приведення у рух своїх коліс забезпечити контрольоване переміщення у будь-якому напрямі.
- Французька компанія Мішлен в 2009 році розробила придатне до масового випуску автомобільне колесо Active Wheel з вбудованими електродвигунами, що приводять у дію колесо, ресору, амортизатор і гальмо. Таким чином, ці колеса роблять непотрібними такі системи автомобіля: двигун, зчеплення, коробку передач, диференціал, приводний і карданний вал[22]. Ідея мотор-колеса не нова — вона була реалізована ще в кінці XIX століття Фердинандом Порше в Австро-Угорській імперії, проте практичне застосування його зіткнулося з вельми серйозними труднощами, в результаті чого розповсюдження мотор-колеса носить нині вкрай обмежений характер (кар'єрні самоскиди, «Луноход» та інші планетоходи).
- У 1959 році американець А. Сфредд отримав патент на квадратне колесо. Воно легко йшло по снігу, піску, бруду, долало ями. Всупереч побоюванням, машина на таких колесах не «кульгала» і розвивала швидкість до 60 км/год.
- У науково-фантастичному оповіданні Пола Андерсона «Трикутне колесо»[23] екіпаж землян здійснив аварійну посадку на планеті, населення якої не використовувало колеса, оскільки все кругле перебувало під релігійною забороною. За сотні кілометрів від місця посадки попередня земна експедиція залишила склад із запасними частинами, але перенести звідти необхідний для корабля двотонний атомний генератор без будь-яких механізмів було неможливо. У результаті землянам вдалося дотримати табу і перевезти генератор, використовуючи котки з перетином у вигляді трикутника Рело.

## Колесо в культурі
- Рух колеса асоціювався з рухом Сонця: звідси вислів «Колесом сонечко вгору йде»; така само символіка відбита в пісні «Крокове колесо вище тину стояло, Много дива видало. — Чи бачило, колесо, куди милий поїхав?»; відомий обряд пускання з гори колеса, обмотаного запаленою соломою, — «щоб завжди сонце світило»[24].
- У Галичині відоме «вербове колесо» — коло дівчат у веснянкових та літніх обрядодіях[24].
- Колесо було також і оберегом, уподібнюючись чарівному колу: так званим «борозенним колесом» обводили навколо засіяної ниви (аналогічно оборюванню), надівали на кілок біля худоби[24].
- Колесо було й символом обережності («Оглядайся на задні колеса»), житейської мудрості («Задні колеса йдуть за передніми»), простоти й зручності («Чудеса — не колеса: самі котяться»)[24].
- Не зовсім ясним фольклорним символом є «криве колесо». Відома приказка «Мартин — криве колесо»: можливо це пов'язане з днем Мартина (9/22 листопада), коли випадає сніг і встановлюється санний шлях[24].
- Слово «колесо» могло вживатися в тому ж значенні, що й «козацьке коло, круг»: «віщове́ (су́дне) колесо» — збори запорозьких козаків для суду над товаришами; «ра́дне колесо» — козацькі збори для розв'язання ділових питань[24].
- Існувала старовинна українська дитяча гра «дурне колесо»: діти, взявшись за руки, утворюють обертове коло, що постійно вивертається то всередину, то назовні[24].

### Колесо у фразеологізмах[2]
- Вставляти (ставити) палиці (палицю) в колеса (в колесо) — перешкоджати, заважати кому-небудь у чомусь.
- Десята спиця в колесі — той, хто відіграє незначну роль у чомусь.
- На колесах бути (перебувати) — перебувати в дорозі, їздити з одного місця в інше.
- Не остання спиця в колесі — який відіграє певну роль у розв'язанні якоїсь справи, займає певне становище в суспільстві.
- Оглядатися (позирати) на задні колеса — діяти обережно.
- П'яте колесо до воза (у возі) — який є зайвим, непотрібним (про людину).
- Думки колесом закрутилися (заходили) — переплуталися думки, зникла ясність у думках.
- Іти (піти) колесом — про зміну подій у певній послідовності.
- Лити воду на чиєсь колесо — діяти на чию-небудь користь.
- Зупинити (повернути назад) колесо історії — зупинити закономірний хід історичного розвитку, вернутися до минулого.